# ナナ・アクワシ・アサレ
ナナ・アクワシ・アサレ（Nana Akwasi Asare 、1986年7月11日 - ）は、ガーナ・クマシ出身の元プロサッカー選手。元ガーナ代表。現役時代のポジションは、ディフェンダー。

## 経歴

### クラブ
2009年5月、FCユトレヒトに移籍。
2013年6月、KAAヘントと4年契約を結んだ。

### 代表
アフリカネイションズカップ2008に参加するガーナ代表のメンバーに選ばれた。